# Leviano
Leviano é um filme português do género drama, escrito e realizado por Justin Amorim. É protagonizado por Diana Marquês Guerra, Anabela Teixeira, Alba Baptista, Mikaela Lupu e José Fidalgo. Estreou nos cinemas em 5 de julho de 2018.

## Sinopse
Na entrevista mais esperada do ano, as irmãs Adelaide, Carolina e Júlia Paixão unem-se com a sua mãe Anita para recontar passo-a-passo, os acontecimentos que deram origem a um dos casos mais polémicos de sempre em Portugal.

## Elenco
- Diana Marquês Guerra - Adelaide Paixão[3]
- Anabela Teixeira - Anita Paixão
- Alba Baptista - Carolina Paixão
- Mikaela Lupu - Júlia Paixão
- José Fidalgo - Filipe Frazão
- João Mota - Eduardo Silva
- Ruben Rua - Gonçalo Silva[4]
- Pedro Barroso - Fábio Encarnação
- Alda Gomes - Teresa Leite
- Vítor Silva Costa - Niko Neves
- Gabriella Brooks - Soraia Lima
- Leonardo Martins - Lucas Silva
- Inês Aguiar - Mafalda Magalhães
- Joana Aguiar - Matilde Magalhães
- João Pedro Correia - Xico Paixão